# Cheveu (groupe)
Pour les articles homonymes, voir Cheveu (homonymie) et Chevelure.
Cheveu est un trio musical de rock et punk français, formé en 2003 à Paris.

## Biographie
Les membres du groupe, bordelais d'origine, ont développé un style qui puise ses influences dans le blues, le punk et les musiques électroniques : un mélange de sonorités garage (le guitariste Étienne Nicolas), de boîtes à rythmes indus et de claviers psychédéliques (Olivier Demeaux). Le chanteur David Lemoine développe une technique vocale proche du sprechgesang, qu’il filtre avec des pédales d'effets.
Après plusieurs tournées en Europe, aux États-Unis et au Canada, avec des groupes comme Tyvek ou les Black Lips, Cheveu acquiert une certaine notoriété outre-Atlantique sur la scène du rock indépendant,. Ils jouent notamment au Gonerfest de Memphis (2006) et à New York, au PS1 (2009). Le trio sort plusieurs 45 tours sur des labels européens et américains (S-s Records, Sacramento ou Rob’s House, Atlanta). En 2008, un premier album remarqué est édité par Born Bad Records (Paris). Cheveau (Permanent Records, Chicago, 2009), leur second 33 tours, est nettement plus expérimental. L’album, entre bricolage punk et psychédélisme,  résulte d’un assemblage de boucles sonores et d’improvisations studio. En février 2010, Cheveu effectue une mini-tournée en Israël. Durant le séjour, le groupe enregistre une section de cordes sous la direction de la compositrice Maya Dunietz pour les arrangements de leur nouvel album, intitulé 1000, sorti chez Born Bad en janvier 2011,,. Dans le cadre de la fête de la musique 2012 ils présentent, en partenariat avec l'artiste plasticien YroYto, un spectacle audiovisuel à la Cité nationale de l'histoire de l'immigration intitulé Where do you from come ?.
Le 4 février 2014, Cheveu sort son nouvel album Bum.

## Discographie

### Albums
Albums studio
Live et compilation

### Titres sur des compilations
- Flottante tension d'éclipse - 10 years of sdz records, 33t, 2010, SDZ records (Paris)
- Peace & Lobe, cd, 2009, R.I.F. (Paris)
- Warm the french up, cd, 2008, Agnès B. / PS1 (Paris/N-Y)
- Live on art for spastics, cdr, 2008, KDVS (Davis).
- Split Magnetix / Frustration / Cheveu, 45t, 2008, Born Bad (Paris)

45t promo pour les concerts Born Bad 2008.
- Hex n°1, 33t, 2007, Enfant Terrible (Amsterdam)
- FOREVER LE KING, cdr, 2006,  Le Vilain chien (Paris).
- Tête de Bébé, 33t, 2006,  S-s Records (Sacramento).
- My Shadow, reprise de Jay Reatard sur A French Tribute to Jay Reatard, 2014, Teenage Hate Records

### Films et vidéos
- Un 45 tours de Cheveu (ceci n'est pas un disque) de Frank Beauvais, 6 min 25 s, Les Films du Bélier, France, 2009.
- Voiture de Gallien Déjean, 52 min, Dvd, tes fesses records, France, 2007. Documentaire sur la première tournée de Cheveu aux USA et au Canada.

## Projets parallèles
Olivier Demeaux joue dans les groupes Eyes behind, Accident du Travail, Petit Personnel et Heimat. Étienne Nicolas quant à lui joue dans Bosom Divine, Shake Shake Bolino. Enfin David Lemoine joue dans Les Chœurs de la Mer Noire, Noyade et Atelier Méditerranée.